# 静岡県立遠江総合高等学校
静岡県立遠江総合高等学校（しずおかけんりつ とおとうみそうごうこうとうがっこう）は、静岡県周智郡森町森に所在する県立高等学校。

## 設置学科
- 総合学科
  - 人文社会系列
  - 自然科学系列
  - 食品園芸系列
  - 機械技術系列
  - 電子情報系列
  - ビジネス系列
  - ライフデザイン系列

## 沿革
- 2009年（平成21年） - 静岡県立周智高等学校と静岡県立森高等学校を統合して静岡県立遠江総合高等学校を開校。

## 教育方針
- 自己の確立と生きる力の育成
- 豊かな感性と健やかな心身の育成
- 地域社会に貢献できる人材の育成

## 部活動
- 運動部 - 野球、サッカー、陸上競技、ハンドボール、テニス、バレーボール、バスケットボール、卓球、弓道、柔道、水泳
- 文化部 - 吹奏楽、美術、書道、家庭、華道、茶道、郷土芸能、文芸、科学、写真、ボランティア、食品園芸研究、メカトロ、ワープロ・ビジネス

吹奏楽部は過去に日本管楽合奏コンテスト全国大会に数回出場している。

## アクセス
- 天竜浜名湖鉄道「遠州森駅」から徒歩7分